# Тертышный, Никита Алексеевич
Ники́та Алексе́евич Терты́шный (род. 11 июня 1998, Челябинск) — российский хоккеист, нападающий клуба «Торпедо», выступающего в КХЛ.

## Карьера

### В клубах
Впервые встал на коньки в Казани, в то время, как его отец выступал за «Ак Барс» с 1999 по 2003 год. Хоккеем начал заниматься в Магнитогорске в школе «Металлурга», затем продолжал в омском «Авангарде» и московском ЦСКА. После возвращения с семьёй в Челябинск стал играть за молодёжную команду «Трактора» — «Белые медведи». С 2015 по 2018 год выступал в МХЛ.
С сезона 2016/17 играл за «Челмет» в ВХЛ. В КХЛ дебютировал 17 декабря 2018 года в гостевом матче против «Нефтехимика». Всего в дебютном сезоне 2018/19 принял участие в 4 матчах регулярного чемпионата. По итогам регулярного сезона 2018/19 в ВХЛ стал лучшим ассистентом и бомбардиром «Челмета», сделав 21 передачу и набрав 30 очков по системе «гол+пас».
14 октября 2020 года, выступая за «Югру», в матче с «Ермаком» сделал второй в истории ВХЛ пента-трик. По итогам сезона 2020/21 стал победителем и лучшим снайпером регулярного чемпионата с 30 шайбами и обладателем Кубка Петрова. Позднее Тертышный рассказал, почему трофей был сломан во время празднования и подтвердил, что его починили в Челябинске.
В августе 2021-го вернулся в «Трактор», подписав двустороннее соглашение на два года. В сезоне 2021/22 забросил 22 шайбы и разделил звание лучшего снайпера челябинской команды вместе с финном Теему Пулккиненом.
17 июня 2022 года заключил новый односторонний контракт с «Трактором» на два года.

### В сборной
На Кубке Карьяла 2021 дебютировал за сборную России и забросил первую шайбу в ворота Чехии.

## Личная жизнь
Сын хоккеиста Алексея Тертышного, который был его тренером в «Челмете» и «Тракторе».
Студент факультета зимних видов спорта и единоборств Уральского государственного университета физической культуры.
30 декабря 2021 года у Тертышного и его жены Дианы родился сын Тимофей.

## Статистика
| Легенда | Легенда                    | Легенда | Легенда                   | Легенда | Легенда    |
| ------- | -------------------------- | ------- | ------------------------- | ------- | ---------- |
| И       | Количество проведённых игр | Штр     | Штрафное время            | +/−     | Плюс-минус |
| Г       | Голы                       | П       | Голевые передачи          | О       | Очки       |
| -       | Статистика неизвестна      | —       | Статистика не учитывалась |         |            |

## Достижения
- Чемпион ВХЛ и обладатель Кубка Петрова 2021 в составе «Югры»
- Лучший снайпер регулярного чемпионата ВХЛ в сезоне 2020/21